# Tiflotecnica
La tiflotecnica è la scienza che studia la creazione e l'impiego di ausili (hardware e software) che suppliscano al deficit visivo di una persona, mediante l'utilizzo di altri canali sensoriali, per avere accesso all'informazione, migliorare l'autonomia personale o svolgere una determinata attività.